# Anacharsis ze Skythie
Anacharsis ze Skythie (řecky ’Aναχαρσις, přelom 7./6. století př. n. l.) byl polomytický skythský filozof královského původu, který konal cesty po řeckých městech, aby nabyl vzdělání, poznal obyčeje jiných národů a těžil z nich pro povznesení své domoviny. Býval někdy přiřazován k sedmi mudrcům archaického Řecka.

## Život
Byl bratrem skythského krále, ale jeho matka byla Řekyně, proto mluvil oběma jazyky. Mnoho cestoval, podle Hérodota „zhlédl velký kus země a poznal mnohé moudré věci". Na svých cestách se údajně setkal také s Mysónem. Asi v letech 592–589 př. n. l. přišel do Athén a stal se přítelem Solóna. V Athénách si osvojil řeckou vzdělanost a byl zasvěcen i do eleusinských mystérií, což se cizincům stávalo zřídka a svědčí to o velké vážnosti, kterou u Řeků požíval.
Po čase se navrátil do skythských krajů, kde chtěl propagovat řecký způsob života. V zalesněné krajině Hylaia (při dolním toku Dněpru) uspořádal slavnost na počest bohyně Kybelé. Kdosi ho při tom počínání spatřil a oznámil to skythskému králi Sauliovi. Ten se přišel podívat, a když spatřil, co jeho bratr Anacharsis koná, střelil po něm z luku a zabil ho.

## Mudrc

### Zařazení mezi sedm mudrců
Složil báseň o 800 verších, týkající se zákonných ustanovení Skythů a Helénů, v níž doporučoval prostý život a probíral věci válečné (nedochovala se). Záhy s ním byla spojována i pověst mudrce. Platón ho sice nezařadil do seznamu sedmi mudrců, který je obsažen v dialogu Prótagoras, ale označil ho za moudrého člověka v dialogu Ústava, kde ho uvedl vedle Thaléta z Milétu. Později ho někteří autoři řadili přímo mezi sedm mudrců.

### Výroky
Již za starověku kolovalo množství Anacharsiových průpovědí a vtipných výroků:
- Réva přináší tři plody: prvním je rozkoš, druhým opilost a třetím ošklivost.[9]
- Ovládej jazyk, břicho a pohlaví.[9]
- Jaké lodi jsou nejbezpečnější? Ty, které jsou vytaženy na břeh.[9]
- Co je u lidí dobré i špatné? Jazyk.[9]
- Je lepší mít jednoho přítele, který stojí za mnoho, než mnoho přátel, kteří nestojí za nic.[9]
- Tržiště nazýval místem určeným k tomu, aby se tam lidé navzájem klamali a obohacovali.[10]
- Byv otázán, jakým způsobem by se stal člověk odpůrcem pití, odpověděl: „Měl-li by před očima odporné chování opilců."[10]
- Divil se, že při řeckých soutěžích umělců posuzují jejich výkony lidé, kteří sami umělci nejsou."[10]
- Říkal též, že se diví, že Heléni mají zákony proti zpupnému chování, uctívají však zápasníky za to, že se bijí navzájem.[10]
- Když se dověděl, že tloušťka lodní stěny jsou čtyři prsty, pravil, že právě tolik jsou plující vzdáleni od smrti.[10]
- „Jak to", říkal, „že ti, kteří zakazují lhát, v hostinci zjevně lžou?"[10]
- Anacharsis se posmíval Solónově víře, že psanými slovy (tj. zákony) učiní přítrž nespravedlnosti a ziskuchtivosti občanů. Říkal, že zákony se ničím neliší od pavučin, neboť jako ony zadrží z těch, které polapí, jen lidi slabé a nepatrné, kdežto mocní a bohatí je roztrhnou.[11]
- Řekl prý také, když se zúčastnil shromáždění lidu, že se diví, že u Řeků moudří sice řeční, ale nevědomci rozhodují.[11]
- Je správné hrát si, abychom mohli jednat vážně.[12]

## Zajímavosti
Lúkianos napsal dialog Anacharsis, v němž Solón poučuje Anacharsia o výchově athénské mládeže, zejména o gymnastice, a o jejím smyslu a účelu: vychovat z mládeže statečné a tělesně zdatné občany, kteří se v míru budou schopni starat o společné dobro obce a ve válce dokáží vlast ubránit.